# Brian Leslie Stannard
Brian Leslie Stannard (1944 - 27 de noviembre de 2022) es un botánico inglés, especializado en espermatófitas, con énfasis en las cactáceas. Realizó entre 1977 a 1997 exploraciones botánicas a Reino Unido, Irlanda, Kenia, Venezuela, Brasil.

## Algunas publicaciones

### Libros
- 2000. Flora of Tropical East Africa - Simaroubacea. Vol. 196. Ed. ilustr. de CRC Press, 302 pp. ISBN 9058094014, ISBN 9789058094018

- 1995. Flora of the Pico das Almas: Chapada Diamantina - Bahia, Brazil. Ed. Royal Botanic Gardens. 853 pp. ISBN 0-947643-76-1

## Honores

### Epónimos
Especies
- (Asclepiadaceae) Cynanchum stannardii Morillo[3]
- (Asteraceae) Hieracium stannardii D.J.N.Hind[4]
- (Eriocaulaceae) Paepalanthus stannardii Giul. & L.R.Parra[5]
- (Malpighiaceae) Byrsonima stannardii W.R.Anderson[6]
- (Verbenaceae) Stachytarpheta stannardii S.Atkins[7]

- La abreviatura «Stannard» se emplea para indicar a Brian Leslie Stannard como autoridad en la descripción y clasificación científica de los vegetales.[8]